# Трајанос Делас
Трајанос Делас (грч. Τραϊανός Δέλλας; Солун, 31. јануар 1976) бивши је грчки фудбалер и тренутно фудбалски тренер. Играо је на позицији одбрамбеног играча. Био је члан репрезентације Грчке која је освојила Европско првенство 2004. године.
Делас је био стрелац победничког сребрног гола у продужетку полуфинала Европског првенства 2004. против Чешке Републике. Постигао је последњи и једини сребрни гол икада.